# Viktor Malmberg

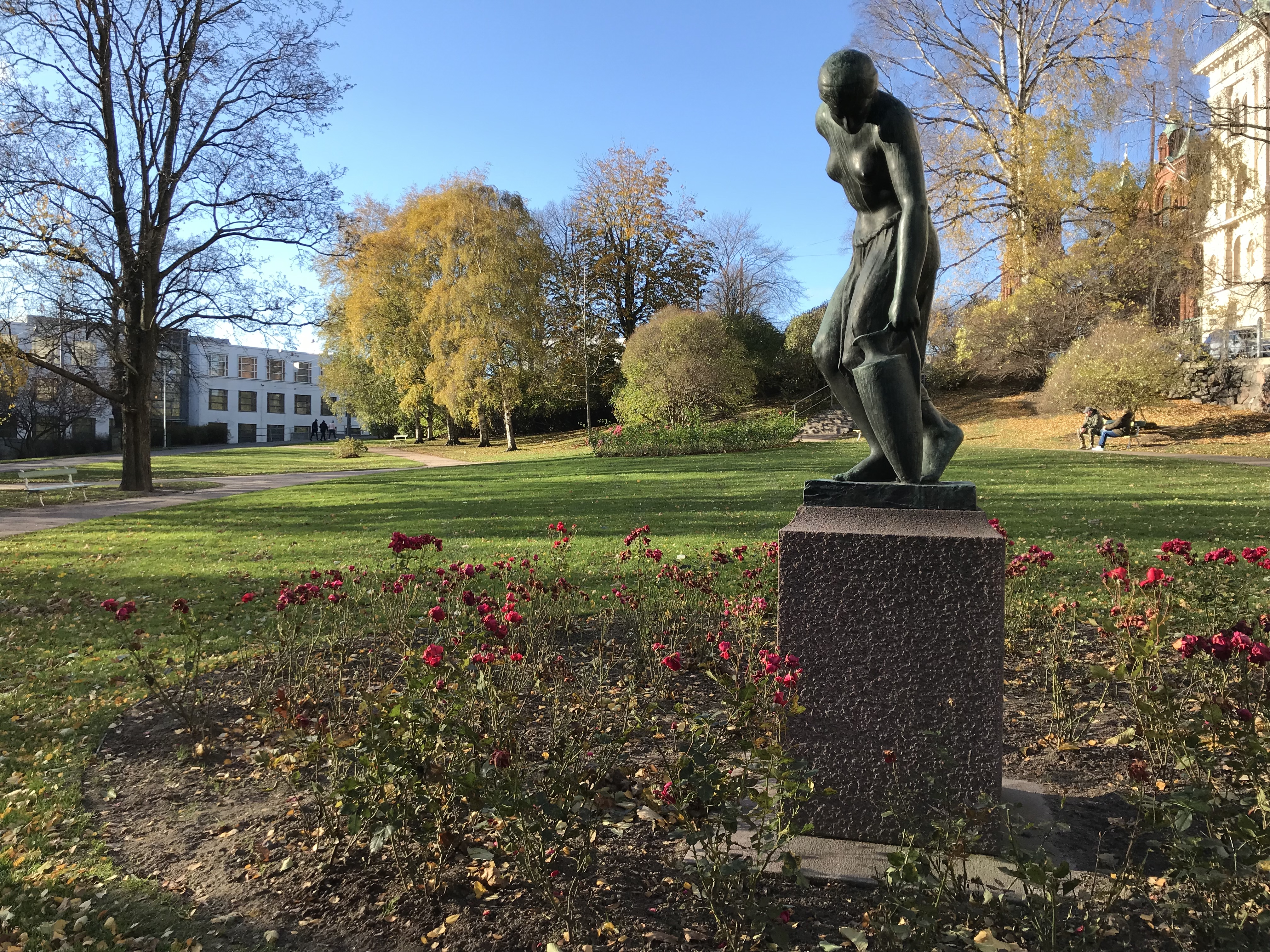
Skulpturen Vattenbärerskan från 1923 i Tove Janssons park på Skatudden i Helsingfors.

Nils Viktor Albin Malmberg, född 20 juni 1867 i Nykarleby, död 30 oktober 1936 i Helsingfors, var en finländsk skulptör.
Malmberg studerade 1890–1892 vid Centralskolan för konstflit i Helsingfors och senare även vid Académie Julian i Paris och Scuola Libera i Florens. Från 1902 fram till sin död var han verksam som lärare vid Finska Konstföreningens ritskola. Han undervisade även vid Tekniska högskolan i Helsingfors (1908–1934) och Centralskolan för konstflit (1918–1936).
Ett par av hans mer kända verk är en byst av Carl Eneas Sjöstrand i marmor och skulpturen Vattenbärerskan från 1923 i brons. Det sistnämnda verket finns i Tove Janssons park på Skatudden i Helsingfors.